# 베트남의 호수 목록
다음은 베트남의 호수 목록이다.

## 가
- 껀놈호
- 껌선호
- 께고호
- 꾸언선호

## 나
- 나항호
- 농호
- 누이끼럼
- 누이꼭호

## 다
- 다님호
- 다일라이호
- 닥밀호
- 동도호
- 동모호
- 동쯔엉호
- 동타이호
- 딘빈호
- 떠이닥밀호
- 뚜옌럼호
- 뜨능호
- 뜨옌호
- 띤떰호

## 라
- 락호

## 바
- 바머우호
- 바이머우호
- 바우짱호
- 바우쪼호
- 바베호
- 번쭉호
- 복응우옌호
- 붕빈티엔호

## 사
- 사오보호
- 수오이하이호
- 싸흐엉호
- 쑤언빈호
- 쑤언흐엉호

## 아
- 아윤하호
- 에아까오호
- 에아숩트엉호
- 옌꾸엉호
- 옌럽호
- 옌탕호
- 옹토아이호

## 자
- 잔끼아수오이방호
- 저우티엥호
- 쭉박호

## 타
- 탁바호
- 탄토호
- 탕핸호
- 툴레호
- 티엔꽝호

## 파
- 푸닌호

## 하
- 호아빈호
- 호안끼엠호
- 흐우띠엡호